# Bogava
Bogava (cyr. Богава) – wieś w Serbii, w okręgu pomorawskim, w gminie Despotovac. W 2011 roku liczyła 533 mieszkańców.